# X Games Austin 2016
La XXVI edición de los X Games se celebró en Austin (Estados Unidos) entre el 2 y el 5 de junio de 2016 bajo la organización de la empresa de televisión ESPN.
Se disputaron pruebas de ciclismo BMX y skateboard.

## Medallistas de ciclismo BMX

### Masculino
| Evento | Oro                             | Plata                      | Bronce                      |
| ------ | ------------------------------- | -------------------------- | --------------------------- |
| Parque | Dennis Enarson Estados Unidos   | Logan Martin Australia     | Kyle Baldock Australia      |
| Vert   | Jamie Bestwick Reino Unido      | Simon Tabron Reino Unido   | Dennis McCoy Estados Unidos |
| Dirt   | Kevin Peraza Estados Unidos     | Ben Wallace Reino Unido    | James Foster Estados Unidos |
| Calle  | Garrett Reynolds Estados Unidos | Sean Ricany Estados Unidos | Broc Raiford Estados Unidos |